# Baldwin 60000
Die Baldwin 60000 ist eine Dampflokomotive der amerikanischen Baldwin Locomotive Works, die 1926 zu Versuch- und Werbezwecken hergestellt wurde. Die Dreizylinder-Verbundlokomotive verfügt über einen Hochdruckkessel mit Wasserrohrfeuerbüchse der Bauart Baldwin. Die Lokomotive kann heute im Franklin Institute in Philadelphia besichtigt werden.

## Geschichte

### Bau
Im Jahr 1926 stand der Bau der 60.000sten Lokomotive in den 1832 gegründeten Baldwin Lokomotive Works an. Die Lokomotive mit dieser Fabriknummer sollte etwas Besonderes werden. Zu dieser Zeit waren die Dampflokomotiven als Antriebsaggregat konkurrenzlos und man versuchte die Effizienz der Maschinen ständig zu verbessern. Samuel M. Vauclain war zu dieser Zeit Chefingenieur und Präsident der BLW. Er war ein starker Befürworter des Verbundtriebwerkes. Vauclain plante deshalb für das Fahrzeug ein Dreizylinder-Verbundtriebwerk. Um nicht zu große Zylinder zu konstruieren, wurde der Kesseldruck entsprechend höher gewählt. Man errechnete, dass rund 24 bar (350 pound per squareinch) notwendig wären. Dieser Druck war jedoch mit den damals üblichen Feuerbüchsen mit Stehbolzen nicht zu erzielen. Man entschloss sich deshalb, eine dem Brotankessel ähnliche Konstruktion zu wählen. Somit entstand eine Lokomotive, die in vielen Bereichen modernste Technologien nutzte. Bei der Konstruktion lehnte man sich an die 2'E1'-Lokomotive der Klasse SP 1 der Southern Pacific Railroad an. Am 31. März 1926 wurde die Lokomotive fertiggestellt. Die Lokomotive verfügte über einen roten Anstrich mit goldenen Streifen. Nach einigen Testfahrten auf dem Werksgelände begann man mit dem Erprobungsprogramm.

### Erprobungs- und Werbefahrten
Für erste Erprobungen nutzte man den Prüfstand der Pennsylvania Railroad im Betriebswerk Altoona (Pennsylvania). Bei Laufraddrehzahlen von 80 bis 200 Umdrehungen pro Minute erreichte man Geschwindigkeiten von 24 km/h bis 60 km/h. Die indizierte Leistung betrug zwischen 1103 kW und 3320 kW. Damit wurde zum ersten Mal die Leistungsgrenze des Prüfstandes erreicht, somit konnte das maximale Leistungsvermögen nicht ermittelt werden. Die Höchstleistung wurde bei einer Drehzahl von 200/min erzielt. Dabei betrug die Füllung im Hochdruckzylinder 80 % und im Niederdruckzylinder 50 %. Im Durchschnitt betrug der Kesseldruck 23,7 bar und die Temperatur 361,66 °C. Bei diesen Tests wurde auch ein neuer Rekord bei der Dampferzeugung aufgestellt. Die 60000 produzierte in einer Stunde 84.184 Pound (38 t) Dampf. Man stellte außerdem fest, dass durch die Dreizylinder-Bauweise die Lokomotive über eine große Laufruhe verfügte. So waren bei den Prüfstandsfahrten auch bei Geschwindigkeiten mit Treibraddrehzahlen von 180/min keine Gegengewichte erforderlich.
Danach begann man die Lokomotive ab dem 13. Oktober bis zum 4. November vor schweren Güterzügen auf der flachen 217 Kilometer langen Strecke zwischen Enola bei Harrisburg und West Morrisville einzusetzen. Dabei konnte die Lok rund 14 % schwerere Züge schneller und mit einem geringen Wasser- und Kohleverbrauch befördern.
Vom 16. November bis zum 30. Dezember 1926 führte man Testfahrten in den Bereichen Cumberland, Connelsville und Pittsburgh der Baltimore and Ohio Railroad durch. Dabei wurde ihre Leistung mit der 1'E'1'-Güterzug-Lokomotive der Klasse S 1 verglichen. Bei gleicher Zugleistung verbrauchte die Baldwin 60000 16 bis 18 % weniger Kohle und 20 bis 22 % weniger Wasser und erzeugte gleichzeitig neun Prozent mehr Dampf. Bei der Geschwindigkeit wurde die vergleichbare Lok um 27 % übertroffen.
Anschließend war die Lokomotive vom 24. Januar bis 3. Februar 1927 auf der Strecke der Erie Railroad von Elmira (New York) nach Chicago, sowie nach Kent und Marion in Ohio im Einsatz. Danach war die Lokomotive in der Union Station in Chicago bis zum 8. Februar ausgestellt, wo sie innerhalb von zwei Tagen von über 20.000 Menschen besichtigt wurde.
Bei der Chicago, Burlington and Quincy Railroad wurde sie dann bis zum 23. Februar im Bereich Beardstown, überwiegend vor Kohleganzzügen eingesetzt. Bei der „Burlington Route“ wurde die Lokomotive mit der Klasse M-2-A verglichen. Die Baldwin 60000 überzeugte mit einer höheren Leistung bei einer höheren Geschwindigkeit. Bei einer Geschwindigkeit von 15 mph wurde eine 19 % und bei 30 mph eine 58 % höhere Zugleistung gemessen. Die Verbräuche an Wasser und Kohle lagen rund 20 bis 24 % unter denen der CB&Q-Lok.
Um sie auf dem Netz der Atchison, Topeka and Santa Fe Railway zu testen, wurde die Baldwin 60000 am 24. Februar nach Fort Madison überführt. Dort fanden verschiedene Versuche zur Streckenbelastung statt. Weitere Testfahrten erfolgten vom 13. März bis zum 2. Mai zwischen Clovis (New Mexico) und Belen (New Mexico). Verglichen wurde die Lokomotive mit den Maschinen der Klasse 3800. Dabei ergab sich eine rund 27 % bessere thermische Effizienz. Gegenüber der ATSF-Lok waren die Verbräuche rund 20 bis 25 % geringer.
Danach erfolgte die Überführung nach El Paso (Texas), um die Lok auf Strecken der Southern Pacific einzusetzen. Vom 12. Mai bis zum 28. Juni fuhr die Lokomotive zwischen El Paso und Tucson (Arizona). Inzwischen hatte die Lokomotive rund 120.000 Kilometer zurückgelegt. Im Juli 1927 wurde die Lokomotive in Sacramento (Kalifornien) auf Ölfeuerung umgebaut sowie allgemeine Unterhaltungsarbeiten durchgeführt. Vom 31. August bis zum 20. November war die Baldwin 60000 dann im Güter- und Personenverkehr auf der Relation Roseville (Kalifornien) – Sparks (Nevada) eingesetzt. Vom 25. bis zum 28. Dezember war die Lokomotive in Portland (Oregon) ausgestellt.
Anschließend wurde sie zu den Werkstätten der Great Northern Railroad in Everett (Washington) überführt. Ab dem 7. Januar 1928 fuhr sie mit einem Güterzug über die Strecke der GN nach Minot (North Dakota). Da ab dort kein Öl mehr zur Verfügung stand, wurde die Lokomotive „kalt“ nach St. Paul (Minnesota) gefahren und dort wieder auf Kohlefeuerung zurückgebaut. Vom 5. bis zum 9. Februar erfolgten einige Fahrten zwischen Minneapolis und Superior (Wisconsin). Über die Strecken der CB&Q erreichte die Lok am 17. Februar Chicago. Vom 23. Februar bis zum 25. Februar wurde sie über die Strecke der Pennsylvania Railroad von Chicago nach Eddystone (Pennsylvania) überführt. Dort erfolgten am 28. Februar 1928 die abschließenden Untersuchungen an der Lokomotive.

### Verbleib
Ein Serienbau der Lokomotive scheiterte vor allem an den hohen Unterhaltungskosten. Die Lokomotive stand eine ganze Zeit ungenutzt im Werksgelände von Baldwin in Eddystone. Als das Franklin Institut Museum am Parkway in Philadelphia ein neues Gebäude errichtet hatte, war auch geplant, eine Ausstellung zum Eisenbahntransport einzurichten. Vauclain hörte von der Sache und spendete die Lokomotive dem Museum. Im September 1933 erfolgte dann die endgültige Aufstellung in den Ausstellungsräumen.

## Konstruktive Merkmale

### Kessel
Die Feuerbüchse ist in der Wasserrohrbauweise ausgeführt und besitzt zwei Obertrommeln mit 600 mm Durchmesser und 7162,80 mm Länge, zwei unteren Sammelrohren und jeweils 48 bogenförmigen Steigrohren mit einem Durchmesser von 101,6 mm dazwischen. Nach Außen schließt eine aus Schamotte gebildete Feuerwand den Verbrennungsraum ab. Aufgrund dieser Bauweise ergibt sich gegenüber einer normalen Bauweise eine sehr große Strahlungsheizfläche und ein großer Dampferzeugungsraum. Der in den Obertrommeln entstehende Dampf wird dann in den Langkessel geleitet. Diese Trommeln haben an der hinteren Seite Wartungsöffnungen. Die unteren Sammelrohre dienen als Wasserkammer und Bodenring.
Der Langkessel mit Überhitzer war in normaler Bauweise ausgeführt. Der Dampfdom wurde auf dem zweiten Kesselschuss angeordnet. Der Speisewasservorwärmer war Bauart Worthington.

### Triebwerk
Die drei Zylinder befinden sich in einem in einem Stück gegossenen Zylinderblock. Der Hochdruckzylinder liegt mittig und die Niederdruckzylinder jeweils an den beiden Seiten außerhalb des Rahmens. Der einströmende Hochdruckdampf strömt aus dem Überhitzer kommend in den mittleren Zylinder. Danach erfolgt im Zylinderblock die Weiterleitung des einfach entspannten Dampfes in die beiden äußeren Zylinder.
Die beiden äußeren Kurbelzapfen haben einen gegenseitigen Versatz von 90°, der innere Zapfen ist um 135° versetzt. Der Antrieb des Innenzylinders erfolgt auf die zweite Achse und die äußeren Zylinder auf die dritte Achse. Kurbel- und Triebstangen bestehen aus gehärtetem Stahl.
Jeder Zylinder verfügt über eine eigene Walschaerts-Steuerung, die durch mechanische Verbindungen untereinander verbunden sind.

### Fahrgestell
Das Fahrgestell ist ausgelegt, Kurvenradien von mindestens 103,11 m zu befahren. Alle Räder verfügen über Spurkränze, die erste Achse ist seitenbeweglich. Die Federung jeder Achse ist mit den benachbarten verbunden. Das vordere Drehgestell ist im Gesamten abgefedert. Die Nachlaufachse ist so gestaltet, dass sie gegebenenfalls mit einem Booster ausgestattet werden konnte.